# Itzhak Perlman
Itzhak Perlman (Tel Aviv, 31 agosto 1945) è un violinista e direttore d'orchestra israeliano naturalizzato statunitense.

## Biografia

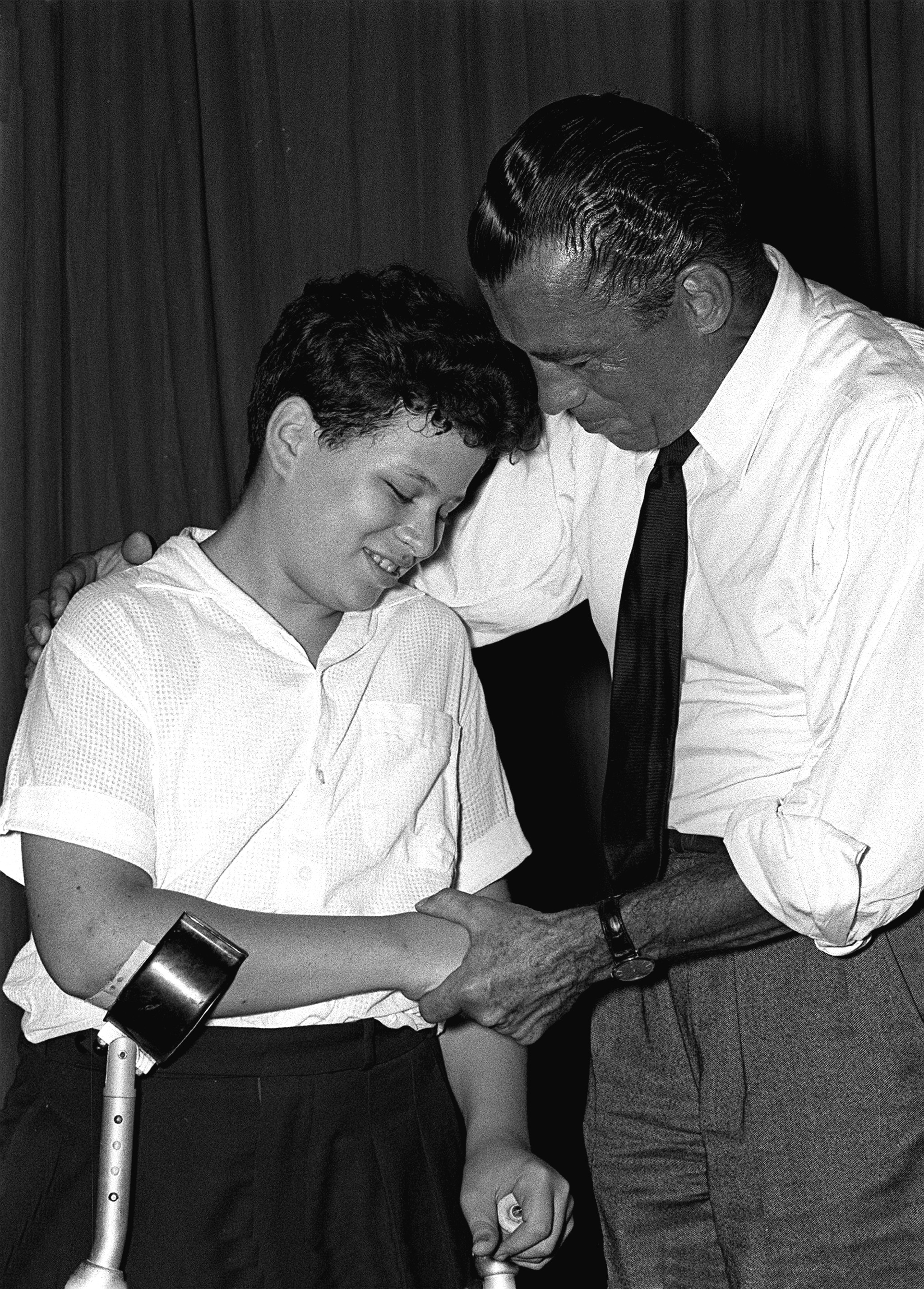
Ed Sullivan si congratula con un giovane Perlman nel 1958 dopo un concerto alla ZOA House di Tel Aviv

Perlman è nato a Tel Aviv, in Israele, il 31 agosto 1945. All'età di 4 anni viene colpito da poliomielite, malattia che gli ha poi impedito l'uso delle gambe. Inizia a studiare il violino dopo averlo ascoltato, casualmente, per radio. Nel 1958 esordisce per la prima volta e inizia a studiare all'Academy of Music di Tel Aviv.
Successivamente emigra negli Stati Uniti dove studia alla Juilliard School di New York sotto la guida di Ivan Galamian e Dorothy DeLay. Nel 1959 suona il primo concerto, per l'Ed Sullivan Show, nella TV di New York.
Esordisce alla Carnegie Hall nel 1963.

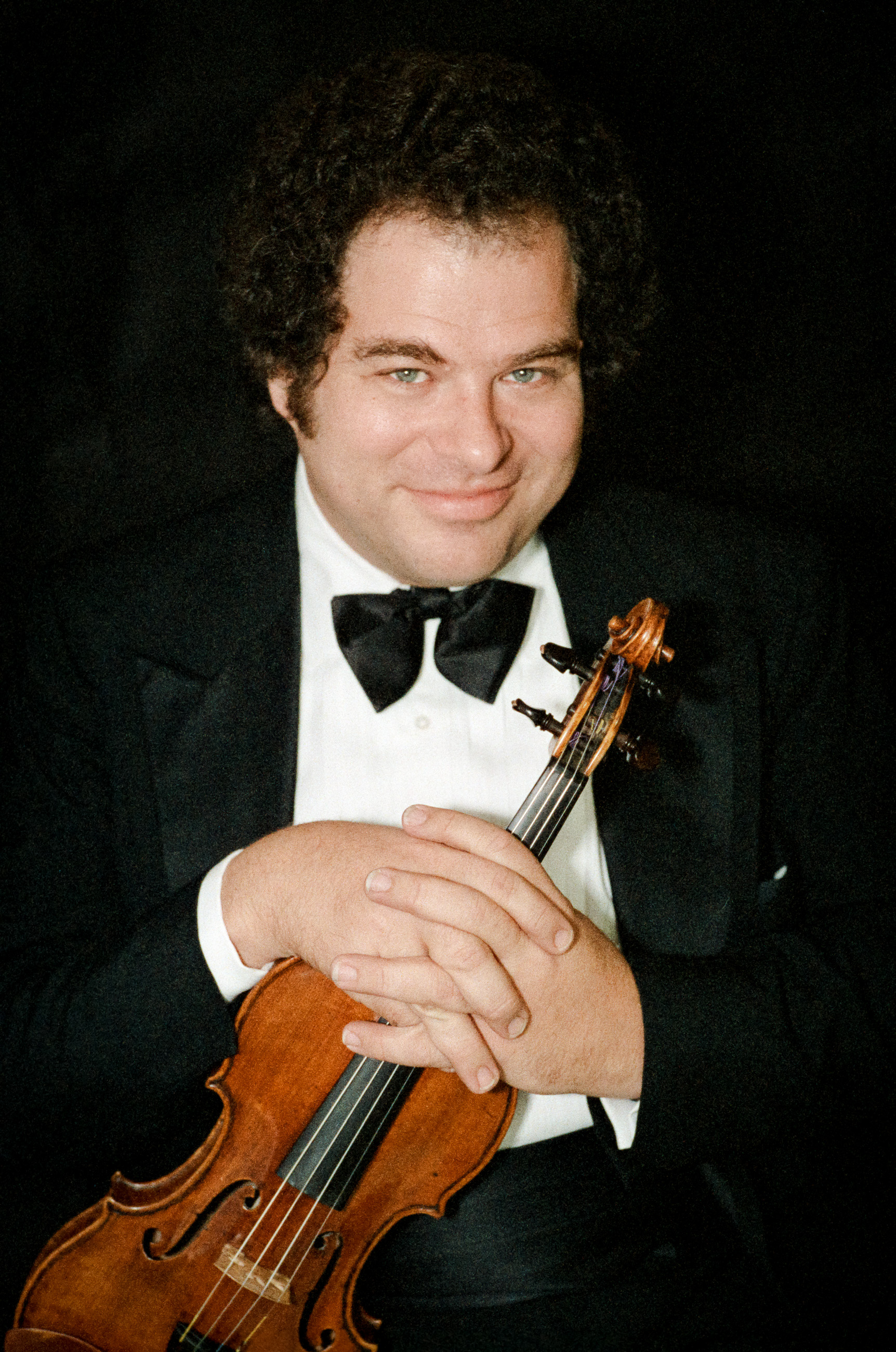
Perlman nel 1984

A Salisburgo esegue nel 1972 un concerto con il pianista Joseph Kalichstein ed il Concerto per violino e orchestra n. 4 (Mozart) con i Wiener Philharmoniker diretto da Claudio Abbado, nel 1975 il Concerto per violino e orchestra op. 64 (Mendelssohn) con l'Orchestra filarmonica d'Israele diretta da Zubin Mehta ed un concerto con Bruno Canino e nel 1980 un concerto con musiche di Johann Sebastian Bach.
Al Teatro alla Scala di Milano nel 1977 esegue il Concerto per violino e orchestra (Beethoven) diretto da Zubin Mehta e nel 1994 è in concerto in trio con Vladimir Ashkenazy e Lynn Harrel.
Al Grand Théâtre di Ginevra nel 1982 e nel 1987 tiene un recital con Bruno Canino e nel 1988 con Samuel Sanders.
Accompagnato dall'Orchestra Filarmonica Israeliana nel 1987 si esibisce a Varsavia e Budapest così come in tutto l'est Europa, a Mosca e a Leningrado nella primavera del 1990 mentre nel 1994 si esibisce in Cina ed India.
Nel 1993 esegue il Concerto per violino e orchestra (Berg) all'Hill Auditorium di Ann Arbor nel Michigan ed alla Carnegie Hall di Manhattan per il Metropolitan Opera House diretto da James Levine.
Partecipa a molte trasmissioni americane e viene chiamato più volte a suonare alla Casa Bianca.
Nel 1996 partecipa al film di Woody Allen Tutti dicono I love you e nel 1999 al film Disney Fantasia 2000.
A causa di problemi fisici negli ultimi anni si è dedicato alla direzione d'orchestra, per questo è stato più volte chiamato a dirigere la Detroit Symphony Orchestra. Vive a New York con sua moglie Toby.
Nel marzo 2018 esce Itzhak, un documentario diretto da Alison Chernick che racconta la vita del violinista.

## Collaborazioni
Perlman ha collaborato con famosi artisti quali Daniel Barenboim, Yo-Yo Ma, Zubin Mehta, Isaac Stern, James Levine, Billy Joel, Oscar Peterson, Pinchas Zukerman, Eugene Ormandy, Vladimir Ashkenazy, André Previn, e Martha Argerich. Ha poi suonato con le più importanti orchestre: Berliner Philharmoniker, Wiener Philharmoniker, Philadelphia Orchestra, New York Philharmonic e Orchestra filarmonica d'Israele.

## Violini
Suona lo Stradivari Soil del 1714, già appartenuto a Yehudi Menuhin. Intorno al 1984 ha impiegato il Bergonzi Kreisler. Suona anche il Guarneri del Gesù "Sauret" (1743).

## Discografia
Ha inciso composizioni dal barocco ad oggi. Particolarmente apprezzata è la sua registrazione delle sei sonate e partite per violino solo di Bach, i capricci di Paganini, i concerti di Beethoven, Čajkovskij, Brahms, Mendelssohn, le sonate di Mozart per violino e pianoforte, le sonate di Beethoven per violino e pianoforte.
Nonostante eccella nel repertorio romantico ha dedicato un disco anche alle musiche di John Williams per il famoso film di Steven Spielberg, Schindler's List (colonna sonora) che gli valse un Oscar alla migliore colonna sonora nel 1994 e, più recentemente, è stato il violinista solista per il film Memorie di una geisha insieme al violoncellista Yo-Yo Ma.
Perlman ha anche realizzato diversi dischi jazz insieme a giganti del genere come i pianisti Oscar Peterson e André Previn. Uno degli album incisi con Previn è dedicato alle composizioni ragtime di Scott Joplin.
- Bach, Sonatas & Partitas - Itzhak Perlman, 1988 EMI
- Bach, Violin Concertos - Daniel Barenboim/English Chamber Orchestra/Israel Philharmonic Orchestra/Itzhak Perlman, 2003 EMI
- Bach: Arias for Soprano and Violin - Itzhak Perlman/John Nelson/Kathleen Battle/Orchestra Of St Luke's, 1991 Deutsche Grammophon
- Bartók/Shostakovich/Prokofiev: Works for Two Violins - Itzhak Perlman/Pinchas Zukerman, 1996 EMI
- Beethoven, Son. vl. e pf. n. 5, 9 - Perlman/Ashkenazy, 1973/1974 Decca - Grammy Award for Best Chamber Music Performance 1979
- Beethoven, The Complete Violin Sonatas - Itzhak Perlman/Vladimir Ashkenazy, 1977 Decca
- Beethoven: Violin Concerto - Itzhak Perlman/Philharmonia Orchestra/Carlo Maria Giulini, 1981 EMI
- Beethoven, Piano Trios - Perlman/Harrell/Ashknazy, EMI - Grammy Award for Best Chamber Music Performance 1988
- Berg Stravinsky, Violin Concertos/Violinkonzerte - Perlman/Boston Symphony Orchestra/Ozawa, Deutsche Grammophon – Miglior interpretazione solista di musica classica con orchestra (Grammy) 1981
- Berg Ravel Stravinsky, Conc. vl./Tzigane/Conc. vl. - Perlman/Ozawa/Mehta, Deutsche Grammophon
- Bernstein: Serenade - Barber: Violin Concerto - Foss: Three American Pieces - Itzhak Perlman/Boston Symphony Orchestra/Seiji Ozawa, EMI
- Brahms Franck, Trio corno/Son. vl. - Tuckwell/Perlman/Ashkenazy, 1968 Decca
- Brahms, Double Concerto - Perlman/Rostropovich/Haitink/Concertgebouw Orchestra, 1980 Angel Records – Miglior interpretazione solista di musica classica con orchestra (Grammy) 1981
- Brahms, The 3 Violin Sonatas - Barenboim/Perlman, SONY BMG - Grammy Award for Best Chamber Music Performance 1991
- Brahms, Violin Concerto In D, Op. 77 - Perlman/Chicago Symphony Orchestra/Giulini, 1977 His Master's Voice/EMI – Grammy Award al miglior album di musica classica 1979
- Chausson: Concerto in D Major for Violin, Piano and String Quartet, Op. 21 - Jorge Bolet/Juilliard String Quartet/Itzhak Perlman, 1983 SONY BMG/CBS
- Debussy: Violin Sonata, Cello Sonata - Ravel: Piano Trio - Itzhak Perlman/Lynn Harrell/Vladimir Ashkenazy, 1995 Decca
- Dvorák: Violin Concerto - Romance - Daniel Barenboim/Itzhak Perlman/London Philharmonic Orchestra, 1975 EMI
- Elgar, Violin Concerto • Violinkonzert - Perlman/Chicago Symphony Orchestra/Barenboim, 1982 Deutsche Grammophon – Miglior interpretazione solista di musica classica con orchestra (Grammy) 1983
- Fauré Strauss, R.: Son. vl. e pf. n. 1/Son. vl. op. 18 - Perlman/Ax, 2015 Deutsche Grammophon
- Khachaturian: Violin Concerto & Meditation - Israel Philharmonic Orchestra/Itzhak Perlman/Zubin Mehta, EMI
- Korngold & Goldmark: Violin Concertos - Itzhak Perlman/André Previn/Pittsburgh Symphony Orchestra, EMI
- Lalo: Symphony espagnole - Saint-Saëns: Violin Concerto No. 3 - Daniel Barenboim/Itzhak Perlman/Orchestre de Paris, 1981 Deutsche Grammophon
- Mendelssohn: Piano Trios, Op. 49 & Op. 66 - Emanuel Ax/Yo-Yo Ma/Itzhak Perlman, 2010 Sony
- Mendelssohn & Bruch - Violin Concertos - Itzhak Perlman/Bernard Haitink, 1984 EMI
- Mozart, Conc. vl. n. 1, 5/Adagio K.261/Rondò n. 1-2 - Perlman/Levine/WPO, 1982/1985 Deutsche Grammophon
- Mozart, Conc. vl. n. 1-5/Son. vl. complete/Sinf. concertante K. 364/Concertone K. 190 - Perlman/Levine/Zukerman/WPO, 1982/1985 Deutsche Grammophon
- Mozart, Violin Concertos Nos 2 & 4 - Perlman/Levine/Vienna Philharmonic Orchestra, Deutsche Grammophon - Miglior interpretazione solista di musica classica con orchestra (Grammy) 1988
- Mozart, Son. vl. e pf. compl. - Perlman/Barenboim, Deutsche Grammophon
- Mozart, Son. vl. e pf. K. 376, 377/Var. - Perlman/Barenboim, Deutsche Grammophon
- Mozart: Sinfonia concertante, K. 364 - Israel Philharmonic Orchestra/Itzhak Perlman/Pinchas Zukerman/Zubin Mehta, 1985 Deutsche Grammophon
- Paganini: 24 Caprices - Itzhak Perlman, EMI
- Paganini & Giuliani: Duos for Violin and Guitar - Itzhak Perlman/John Williams, 1976 SONY BMG/CBS
- Prokofiev: Violin Concertos Nos. 1 & 2 - Sonata for 2 Violins - Itzhak Perlman/BBC Symphony Orchestra/Gennadi Rozhdestvensky, EMI
- Saint-Saëns Wieniawski, Conc. vl. n. 3/Conc. vl. n. 2 - Perlman/Barenboim/Orch. Paris, Deutsche Grammophon
- Saint-Saëns: Introduction & Rondo capriccioso; Havanaise - Sarasate: Carmen Fantasy - Chausson: Poème - Ravel: Tzigane - Itzhak Perlman/New York Philharmonic/Zubin Mehta, 2012 Deutsche Grammophon
- Shostakovich Glazunov, Violin Concertos - Perlman/Israel Philharmonic Orchestra/Mehta, EMI - Miglior interpretazione solista di musica classica con orchestra (Grammy) 1991
- Tchaikovsky: Violin Concerto - Itzhak Perlman/Philadelphia Orchestra/Eugene Ormandy, 1979 Angel Records/ EMI
- Tchaikovsky: Piano Trio - Itzhak Perlman/Lynn Harrell/Vladimir Ashkenazy, EMI
- Tchaikovsky & Shostakovich: Violin Concertos - Ilya Gringolts/Israel Philharmonic Orchestra/Itzhak Perlman, 2002 Deutsche Grammophon
- Tchaikovsky & Sibelius: Violin Concertos - Itzhak Perlman/Boston Symphony Orchestra/Erich Leinsdorf, RCA/BMG
- Vivaldi, Quattro stagioni - Perlman/Stern/Mintz/Mehta, Deutsche Grammophon
- Vivaldi, The Four Seasons - Perlman/London Philharmonic Orchestra, 1976 Angel Records/EMI - Miglior interpretazione solista di musica classica con orchestra (Grammy) 1978
- Vivaldi Bach Mozart, Quattro stagioni/Conc. BVW 1043/Sinf. concertante K. 364 - Perlman/Stern/Mintz/Mehta, 1982 Deutsche Grammophon
- Perlman, Virtuoso favourites (Sarasate/Chausson/Saint-Saëns/Ravel) - Mehta/NYPO, 1986 Deutsche Grammophon
- Perlman, The Original Jacket Collection - Itzhak Perlman/Erich Leinsdorf/André Previn/Juilliard String Quartet/Pittsburgh Symphony Orchestra/Isaac Stern/London Symphony Orchestra/Boston Pops Orchestra/Vladimir Ashkenazy/Jorge Bolet/Boston Symphony Orchestra/New York Philharmonic/Daniel Barenboim/Harold Hagopian/Lynn Harrell/Zubin Mehta/Pinchas Zukerman/John Williams, 1966/1969 Sony BMG
- Perlman Zukerman, Play Music For Two Violins (Moszkowski: Suite For Two Violins/Shostakovich: Duets/Prokofiev: Sonata for Two Violins) - 1980 Angel/EMI - Grammy Award for Best Chamber Music Performance 1981
- Stern, 60th Anniversary Celebration - Stern/Perlman/New York Philharmonic/Zukerman/Mehta, 1981 CBS/SONY BMG - Miglior interpretazione solista di musica classica con orchestra (Grammy) 1982
- Tchaikovsky, Piano Trio - Perlman/Harrell/Ashkenazy, EMI - Grammy Award for Best Chamber Music Performance 1982
- The American Album: Bernstein Barber Foss - Boston Symphony Orchestra/Perlman/Ozawa, 1995 EMI - Miglior interpretazione solista di musica classica con orchestra (Grammy) 1996
- The Spanish Album, Perlman - EMI - Grammy Award for Best Instrumental Soloist Performance (without orchestra) 1981
- Memoirs of a Geisha (colonna sonora)/Memorie di una geisha (film), con Yo-Yo Ma (diretta e composta da John Williams), 2005 SONY BMG
- Cinema Serenade - Itzhak Perlman/John Williams/Pittsburgh Symphony Orchestra, 1997 SONY BMG
- Cinema Serenade II - "The Golden Age" - Boston Pops Orchestra/Itzhak Perlman/John Williams, 1999 SONY BMG
- Schindler's List (colonna sonora) - 1993 Geffen
- Hero (Music from the Original Soundtrack)/Hero (film 2002) - Itzhak Perlman/Kodo/Tan Dun, 2002 SONY BMG
- Side By Side - Itzhak Perlman & Oscar Peterson, 1994 Telarc
- Klezmer 2 - Live in the Fiddler's House - Itzhak Perlman, 1996 EMI
- Joplin: The Easy Winners & Other Rag-Time Music - Previn: A Different Kind of Blues - Itzhak Perlman, 2009 EMI
- Domingo and Perlman - Together - Itzhak Perlman/New York Studio Orchestra/Plácido Domingo/Jonathan Tunick, 1991 EMI
- Perlman, Tutte le registrazioni Deutsche Grammophon - Zukerman/Barenboim/Mehta/Ashkenazy/Mintz, 1968/2001 Deutsche Grammophon

## Riconoscimenti
- Nel 1964 vince la Leventritt Competition, Ottiene poi cinque Grammy per la migliore interpretazione di musica da camera, per la migliore esecuzione solistica con orchestra, per il miglior album.
- Grammy Award alla carriera (2008)